# Central Darling
Central Darling är en kommun i Australien. Den ligger i delstaten New South Wales, i den sydöstra delen av landet, omkring 750 kilometer väster om delstatshuvudstaden Sydney. Antalet invånare är 1 833 vid folkräkningen 2016.
Följande samhällen finns i Central Darling:
- Menindee
- Wilcannia
- Ivanhoe
- Tilpa